# カンガルーの反乱
「カンガルーの反乱」（カンガルーのはんらん）は、1978年11月9日から1979年1月18日までテレビ朝日系において「ナショナルゴールデン劇場」枠で放映されていたテレビドラマ。全11話。

## 概要
過保護な元で育った主人公・亀岡勝男を「カンガルーの子」に、その母・升代をその親に例えて、勝男が独立を期して結婚を決意するという一種の「反乱」によって起こる数々の出来事をコメディータッチかつ切実に描いていった。
小料理屋「かがや」の主人・亀岡勝男は46歳になるが独身。父を早くに亡くして母の手一つで育てられたせいか、母には弱く、母の前では乳離れしていない子供のような感じになってしまう。勝男はある日、母・升代に言われて近所の「浅見印房」へハンコを取りに行った時、そこの一人娘のみず子によって勝男は突然婚約者に仕立てられてしまう。かつてみず子は妻子ある男の愛人だったが、これに気付いたその男の妻の照子に、みず子の父・森太郎の前で怒鳴り込まれ、みず子は進退窮まったあまりとっさにそこに居た勝男を紹介して「この人と結婚することを前提に付き合っている」と口走り、勝男も機転を利かせて「この人と結婚する」と口裏を合わせて、近くの横丁で熱々ぶりまで見せて照子を納得させるのだった。しかし、この様子が偶然にも焼き鳥屋の通称「やりとり」に目撃されたことで、彼の口からこの噂はたちまちのうちに広まってゆく…。

## スタッフ
- 脚本：向田邦子 （全話担当）
- プロデューサー：木村幹
- 演出：山内和郎、大井素宏、川田方寿
- 音楽：平尾昌晃

## 出演
- 亀岡勝男：杉浦直樹
- 浅見みず子：いしだあゆみ
- 亀岡升代（勝男の母）：赤木春恵
- 浅見森太郎（みず子の父）：佐野浅夫
- 照子：馬渕晴子
- やりとり：伴淳三郎
- やりとりの息子・誠一：高橋昌也
- 武さん（かがやの板前）：赤塚真人
- 信子（武さんの恋女房）：沢井桃子
- 赤津（みず子の初恋の男）：柴俊夫
- 初子（勝男の父の二号）：桜むつ子

## 放映リスト
| 話数 | 放送日         | サブタイトル       | 演出     |
| ---- | -------------- | ------------------ | -------- |
| 1    | 1978年11月9日  | 恋人一夜漬         | 山内和郎 |
| 2    | 1978年11月16日 | 袋の中の青春       | 大井素宏 |
| 3    | 1978年11月23日 | 花嫁衣裳早とちり   | 大井素宏 |
| 4    | 1978年11月30日 | 痴漢の時間         | 大井素宏 |
| 5    | 1978年12月7日  | ハッピ・バスで、湯 | 大井素宏 |
| 6    | 1978年12月14日 | おやじの女         | 川田方寿 |
| 7    | 1978年12月21日 | 男の花道廻り道     | 大井素宏 |
| 8    | 1978年12月28日 | 他人の幸福応援団   | 大井素宏 |
| 9    | 1979年1月4日   | キツネの仲人       | 大井素宏 |
| 10   | 1979年1月11日  | 輪が濃いは         | 大井素宏 |
| 11   | 1979年1月18日  | あいたた結婚       | 大井素宏 |